# Cycle du carbone profond
 (février 2021).

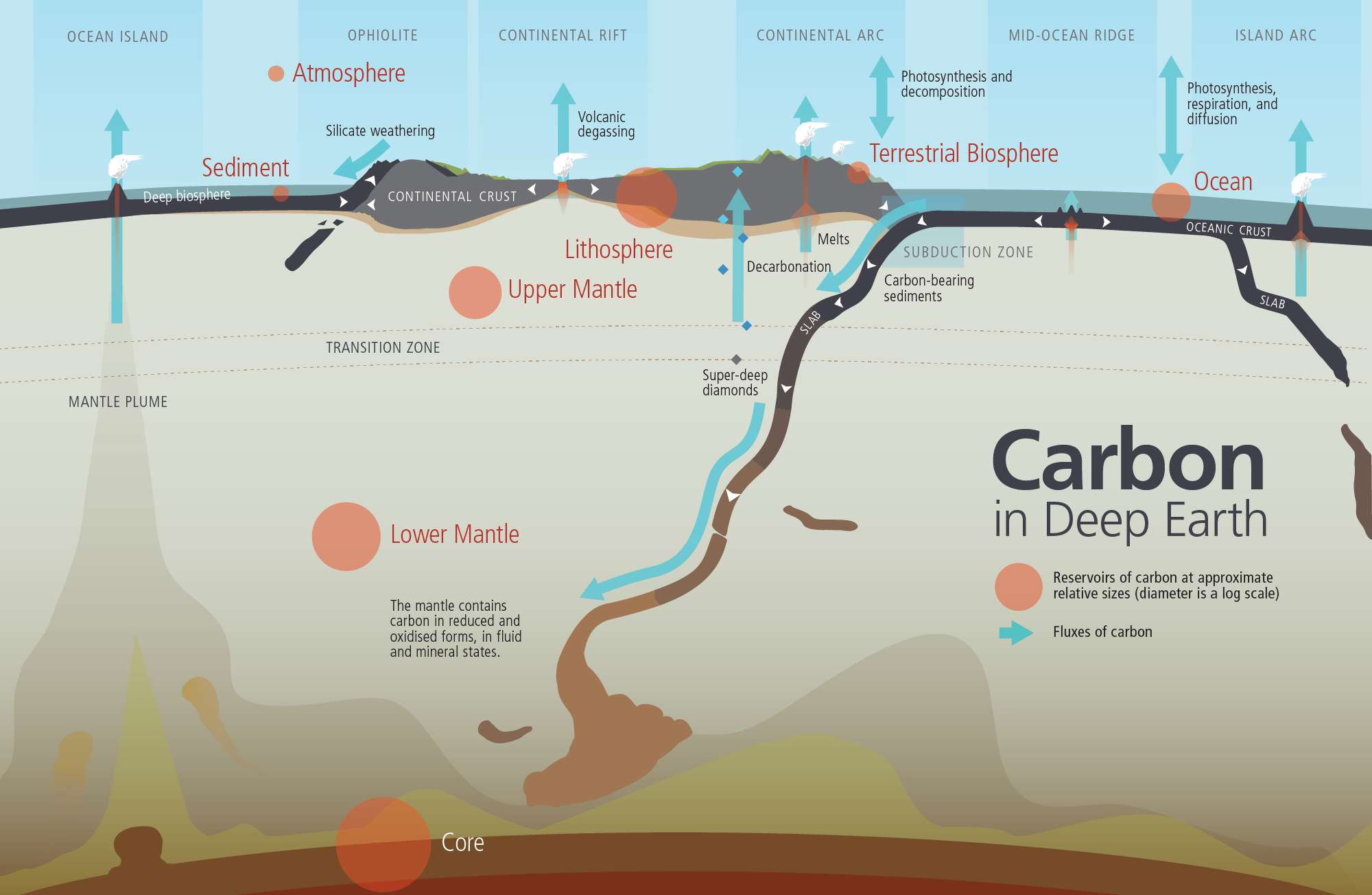
Cycle profond du carbone.

Le cycle du carbone profond est le mouvement du carbone à travers le manteau et le noyau de la Terre. Il fait partie du cycle du carbone et est intimement lié au mouvement du carbone à la surface et dans l'atmosphère de la Terre. En renvoyant le carbone dans les couches plus profondes de la Terre, il joue un rôle essentiel dans le maintien des conditions terrestres nécessaires à la vie. Sans cela, le carbone s'accumulerait dans l'atmosphère, atteignant des concentrations extrêmement élevées sur de longues périodes.
Parce que l'on ne sait pas accéder à une telle profondeur terrestre, on en sait peu sur le rôle du carbone dans celle-ci. Néanmoins, plusieurs éléments de preuve - dont beaucoup proviennent de simulations en laboratoire des conditions de la Terre profonde - ont indiqué des mécanismes en faveur du mouvement de l'élément vers le bas du manteau, ainsi que les formes que prend le carbone aux températures et pressions extrêmes de cette couche. De plus, des techniques comme la sismologie ont conduit à une meilleure compréhension de la présence potentielle de carbone dans le noyau terrestre. Des études sur la composition du magma basaltique et le flux de dioxyde de carbone hors des volcans révèlent que la quantité de carbone dans le manteau est mille fois supérieure à sa quantité à la surface de la Terre.

Deux modèles de la répartition du carbone terrestre.

Il y a environ 44 000 gigatonnes de carbone dans l'atmosphère et les océans. Une gigatonne équivaut à un milliard de tonnes métriques, soit l'équivalent de la masse d'eau de plus de 400 000 piscines olympiques. Aussi grande que soit cette quantité, elle ne représente qu’une petite fraction d’un pour cent du carbone terrestre. Plus de 90% peuvent résider dans le noyau, le reste se trouvant principalement dans la croûte et le manteau.
Dans la photosphère du Soleil, le carbone est le quatrième élément le plus abondant. La Terre a probablement connu par le passé, lors de sa formation, la présence dans des proportions semblables de carbone. Mais elle en a perdu beaucoup à la suite de l'évaporation son accrétion. Cependant, même en tenant compte de l'évaporation, les silicates constituant la croûte et le manteau de la Terre ont une concentration de carbone qui est cinq à dix fois inférieure à celle des chondrites CI, une forme de météore, censée représenter la composition de la nébuleuse solaire avant que les planètes se sont formées. Une partie de ce carbone a pu s'être retrouvée dans le noyau. Selon le modèle choisi, le carbone devrait contribuer entre 0,2 et 1% de la masse du noyau. Même à une concentration plus faible, cela représenterait la moitié du carbone de la Terre.

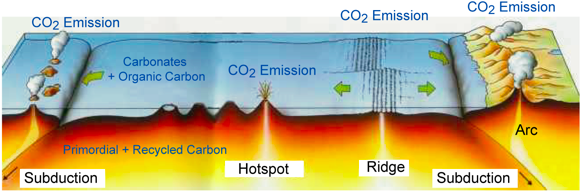
Processus de dégazage du carbone.

Les estimations de la teneur en carbone du manteau supérieur proviennent de mesures de la chimie des basaltes de dorsales médio-océaniques (MORB). Ceux-ci doivent être corrigés pour le dégazage du carbone et d'autres éléments. Depuis la formation de la Terre, le manteau supérieur a perdu 40 à 90% de son carbone par évaporation et transport vers le noyau sous forme de composés de fer. L'estimation la plus rigoureuse donne une teneur en carbone de 30 parties par million (ppm). On estime que le manteau inférieur est beaucoup moins appauvri - environ 350 ppm.

## Origine du carbone profond
Le carbone était certainement présent en abondance dans les matériaux qui ont formé la Terre, en concentration variable selon la proportion de ces matériaux (chondrites à enstatite, chondrites ordinaires, chondrites carbonées). Lors de la formation du noyau, l'essentiel du carbone a dû accompagner le fer en raison du comportement fortement sidérophile du carbone aux températures et pressions correspondantes.
L'abondance du carbone dans le manteau d'aujourd'hui, quoique très faible (environ 120 ppm), est bien supérieure à ce que prédisent les modèles thermodynamiques (1 à 5 ppm). En 2013, il est proposé que l'eau présente sous la forme de défauts ponctuels dans les silicates du manteau, libérée à la limite noyau-manteau pendant la subduction, réagisse chimiquement avec le liquide métallique du noyau externe en libérant du carbone,. En 2022, cette hypothèse est confortée par des expériences menées à 70–140 GPa et jusqu'à 4 050 K. Elles confirment que la présence d'hydrogène diminue la solubilité du carbone dans le fer liquide, et que l'eau réagit avec le liquide métallique en libérant du carbone dans le manteau. Elles montrent aussi, ce qui n'avait pas été prévu, que le carbone forme alors du diamant et non pas du carbone oxydé. La quantité de carbone libérée en trois milliards d'années est compatible avec l'abondance actuelle du carbone dans le manteau,.

## Manteau inférieur

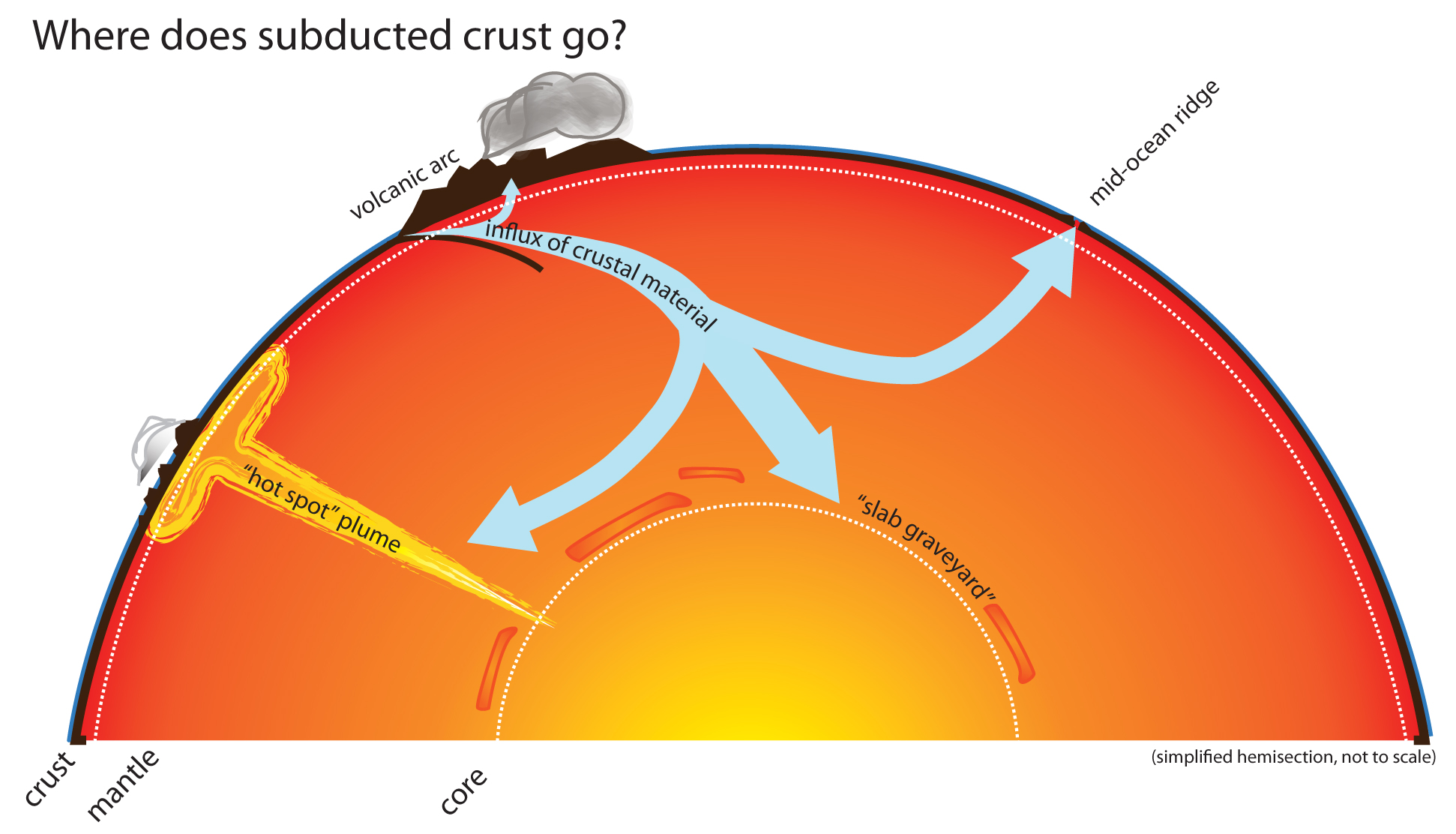
Mouvement des plaques océaniques (qui transportent des composés du carbone) à travers le manteau.

Le carbone entre principalement dans le manteau sous la forme de sédiments riches en carbonates sur les plaques tectoniques de la croûte océanique, qui attirent le carbone dans le manteau lors de la subduction. On ne sait pas grand-chose sur la circulation du carbone dans le manteau, en particulier dans les profondeurs de la Terre, mais de nombreuses études ont tenté d'améliorer notre compréhension de son mouvement et de ses formes dans le manteau inférieur. Par exemple, une étude de 2011 a démontré que le cycle du carbone s'étend jusqu'au manteau inférieur. L'étude a analysé des diamants rares profondément enfouis sur un site de Juina, au Brésil, déterminant que la composition en vrac de certaines des inclusions de diamants correspondait au résultat attendu à la suite de la fusion et de la cristallisation du basalte sous des températures et des pressions du manteau plus basses. Ainsi, les résultats de l'enquête indiquent que des morceaux de lithosphère océanique basaltiques agissent comme le principal mécanisme de transport du carbone le manteau inférieur de la Terre. Ces carbonates subduits peuvent interagir avec les silicates et les métaux du manteau inférieur, formant éventuellement des diamants super-profonds comme celui trouvé.
| Réservoir                          | gigatonne C                            |
| ---------------------------------- | -------------------------------------- |
| A la surface                       | {\displaystyle (43-45)\times 10^{3}}   |
| Croûte continentale et lithosphère | {\displaystyle (0.9-3.1)\times 10^{8}} |
| Croûte océanique et lithosphère    | {\displaystyle 1.4\times 10^{8}}       |
| Manteau supérieur                  | {\displaystyle <3.2\times 10^{7}}      |
| Manteau inférieur                  | {\displaystyle <1.0\times 10^{9}}      |

Les carbonates descendant vers le bas du manteau forment d'autres composés en plus des diamants. En 2011, les carbonates ont été soumis à un environnement similaire à celui qui existe à 1 800 km de profondeur dans la Terre, au sein du manteau inférieur. Cela a abouti à des formations de magnésite, de sidérite et de nombreuses variétés de graphites. D'autres expériences, ainsi que des observations pétrologiques, confirment cette hypothèse, constatant que la magnésite est en fait la phase carbonatée la plus stable dans la majorité du manteau. Ceci est largement dû à sa température de fusion plus élevée. Par conséquent, les scientifiques ont conclu que les carbonates subissent une réduction lorsqu'ils descendent dans le manteau avant d'être stabilisés en profondeur par des environnements à faible fugacité en oxygène. Le magnésium, le fer et d'autres composés métalliques agissent comme des tampons tout au long du processus. La présence de formes élémentaires réduites de carbone comme le graphite indiquerait que les composés de carbone sont réduits lorsqu'ils descendent dans le manteau.

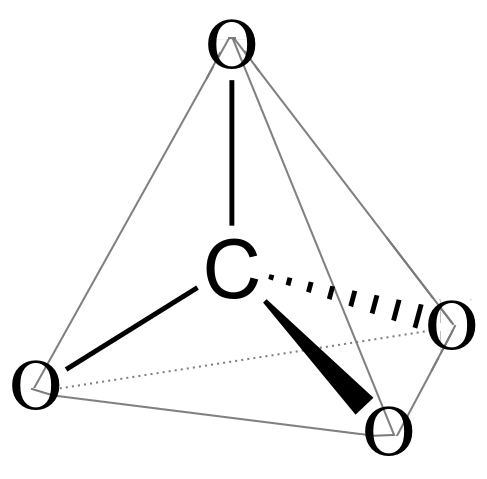
Schéma du carbone tétraédrique lié à l'oxygène.

Néanmoins, le polymorphisme altère la stabilité des composés carbonatés à différentes profondeurs de la Terre. À titre d'illustration, des simulations de laboratoire et des calculs de théorie fonctionnelle de la densité suggèrent que les carbonates à coordination tétraédrique sont plus stables à des profondeurs proches de la limite noyau-manteau,. Une étude de 2015 indique que les hautes pressions du manteau inférieur provoquent la transition des liaisons carbone des orbitales hybrides sp2 vers sp3, ce qui entraîne une liaison tétraédrique de carbone à l'oxygène. Les groupes trigonaux CO3 ne peuvent pas former de réseaux polymérisables, tandis que le CO4 tétraédrique en a la possibilité, ce qui signifie une augmentation du nombre de coordination du carbone, et donc des changements drastiques des propriétés des composés carbonates dans le manteau inférieur. À titre d'exemple, des études théoriques préliminaires suggèrent que des pressions élevées entraînent une augmentation de la viscosité du carbonate fondu; la moindre mobilité de la fonte est la conséquence des changements de propriétés décrits et également la preuve de grands dépôts de carbone dans les couches profondes du manteau.
En conséquence, le carbone peut rester dans le manteau inférieur pendant de longues périodes de temps, mais de grandes concentrations de carbone retrouvent fréquemment leur chemin vers la lithosphère. Ce processus, appelé dégazage de carbone, est le résultat de la fonte carbonatée du manteau par décompression, ainsi que des panaches du manteau transportant les composés carbonés vers la croûte Le carbone est oxydé lors de son ascension vers les points chauds volcaniques, où il est ensuite libéré sous forme de CO2. Cela se produit pour que l'atome de carbone corresponde à l'état d'oxydation des basaltes en éruption dans ces zones.

## Noyau

L'analyse des vitesses des ondes de cisaillement a joué un rôle essentiel dans le développement des connaissances sur l'existence du carbone dans le noyau.

Bien que la présence de carbone dans le noyau de la Terre soit bien limitée, des études récentes suggèrent que de grandes quantités de carbone pourraient être stockés dans ce dernier. Les ondes de cisaillement (S) se déplaçant à travers le noyau interne se déplacent à environ cinquante pour cent de la vitesse attendue pour la plupart des alliages riches en fer. Étant donné que la composition du noyau est largement considérée comme un alliage de fer cristallin avec une petite quantité de nickel, cette anomalie sismographique indique l'existence d'une autre substance dans la région. Une théorie postule qu'un tel phénomène est le résultat de divers éléments légers, y compris du carbone, dans le noyau. En fait, des études ont utilisé des cellules à enclumes en diamant pour reproduire les conditions du noyau terrestre, dont les résultats indiquent que le carbure de fer Fe7C3 correspond aux vitesses de son et de densité du noyau interne compte tenu de son profil de température et de pression. Par conséquent, le modèle de carbure de fer pourrait servir de preuve que le noyau contient jusqu'à 67 % du carbone de la Terre. En outre, une autre étude a révélé que le carbone se dissolvait dans le fer et formait une phase stable avec la même composition en Fe7C3, bien qu'avec une structure différente de celle mentionnée précédemment. Par conséquent, bien que la quantité de carbone potentiellement stockée dans le noyau terrestre ne soit pas connue, des recherches récentes indiquent que la présence de carbures de fer pourrait être cohérente avec les observations géophysiques.